# کوه سافیلد غربی
کوه سافیلد غربی (به انگلیسی: West Suffield Mountain) یک کوه در ایالات متحده آمریکا است که در کنتیکت واقع شده‌است.